# Agence de stabilité financière (Finlande)
L'agence de stabilité financière (finnois : Rahoitusvakausvirasto) est une agence gouvernementale du Ministère des Finances de Finlande.

## Présentation
L'agence de stabilité financière a pour mission de protéger les déposants et les contribuables des effets et des coûts des crises financières. 
Elle cherche à prévenir les crises financières et a encourager les renflouements dans le cadre du mécanisme de résolution unique.
L'agence est responsable du système finlandais de garantie des dépôts.